# 小拉马尔·亨特
小拉玛·亨特（英語：Lamar Hunt Jr.，1956年10月20日—）是一位美国企业家，堪萨斯城小牛职业曲棍球队的总裁兼所有者。他是石油大亨HL·亨特的孙子，拉玛尔·亨特的儿子，也是NFL球队堪萨斯城酋长队的创始人家族和运营公司的成员。
小拉玛·亨特同时也是堪萨斯城交响乐团的长笛演奏者，在该乐团中他还兼任专业顾问。他利用自己庞大的家产来资助和经营洛雷托公司。

## 早年生活
小拉玛·亨特于1956年10月20日出生，父亲是老拉马尔，母亲是罗斯·玛丽·惠特尔·亨特（Rose Mary Whittle）。他在得克萨斯州的达拉斯长大，在那里度过了11年。老拉玛尔和玛丽于1963年夏天离婚，他的童年时光是在父母双方轮流度过的，1964年，老拉玛尔与诺玛·诺贝尔（Norma Knobel）再婚，同年母亲和得克萨斯州的商人约翰·戴维·卡尔（John David Carr）再婚。
小拉玛尔曾在得克萨斯州的圣玛可中学度过青年时光。小拉玛在圣玛可读书期间曾活跃于各个体育项目。高中毕业后，小拉玛曾获得五间音乐学院的入学邀请，最终他选择了辛辛那提大学音乐学院。他曾于2001年至2003年期间到达拉斯浸信会大学读研究生，在那里他学习认知行为疗法，并于2003年5月获得了心理咨询学硕士学位。

## 音乐生涯
小拉玛尔曾在高中时期拜达拉斯交响乐团的长笛演奏家大卫·沃恩霍尔特（David Vornholt）学习音乐。1979年从辛辛那提大学音乐学院毕业后，小拉玛参加了堪萨斯城交响乐团的试演，并成为乐团的二号长笛手。他还于1990年在密苏里州自由县的圣詹姆斯天主教堂（St. James Catholic Church）录制了一张专辑，其中包括巴赫的长笛奏鸣曲。
现在，小拉玛·亨特仍是是堪萨斯城市交响乐团的董事会的活跃成员之一。

## 职业生涯
作为洛雷托公司（Loretto Companies）的创始人，小拉玛尔同时也拥有其他类型的基金会和企业，其中包括洛雷托基金会（Loretto Foundation）、Ozanam等。
洛雷托基金会专注于堪萨斯城地区的天主教小学和高中来帮助当地父母建立家庭并在精神上鼓励他们的孩子成长，也为蓝草遗产基金会（Bluegrass Heritage Foundation）作出了贡献。其他的组织，包括光明期货基金（Bright Futures Fund）、Ozanam、视障儿童中心（Children's Center for the Visually Impaired）以及Variety KC，也是一直处于活跃状态的慈善机构。
在洛雷托公司的影响力下。小拉姆尔也帮助开发堪萨斯城的商业。
洛雷托体育投资公司（Loretto Sports Ventures）和ECHL的堪萨斯城的小牛队经营权密切相关。目前该公司的主要目标是扩大堪萨斯城冰球的比赛规模，吸引更多的年轻人了解这项运动。不仅如此，洛雷托体育投资公司还购买了托皮卡跑者的母公司少年冰球，并在2018年将这只队伍更名为托皮卡飞行员。
洛雷托房地产公司（Loretto Properties）是一家房地产与商业公司，致力于建设各种项目。

## 体育事业
小拉玛尔·亨特曾于2015年收购了密苏里州小牛冰球队（Missouri Mavericks ice hockey team）并于2017年将其更名为堪萨斯城小牛队。后来他在2018年又收购了托皮卡跑者。

## 争议
2000年，小拉姆尔曾被指控性侵患有智力障碍的大姨子。